# Euclides da Cunha (microregio)
Euclides da Cunha is een van de 32 microregio's van de Braziliaanse deelstaat Bahia. Zij ligt in de mesoregio Nordeste Baiano en grenst aan de mesoregio's Centro-Norte Baiano in het westen en Vale São-Franciscano da Bahia in het noorden en de microregio's Jeremoabo in het noordoosten, Ribeira do Pombal in het zuidoosten en Serrinha in het zuiden. De microregio heeft een oppervlakte van ca. 16.704 km². Midden 2004 werd het inwoneraantal geschat op 250.312.
Acht gemeenten behoren tot deze microregio:
- Cansanção
- Canudos
- Euclides da Cunha
- Monte Santo
- Nordestina
- Queimadas
- Quijingue
- Uauá

Mesoregio's: Centro-Norte Baiano · Centro-Sul Baiano · Extremo Oeste Baiano · Metropolitana de Salvador · Nordeste Baiano · Sul Baiano · Vale São-Franciscano da Bahia

Microregio's: Alagoinhas · Barra · Barreiras · Bom Jesus da Lapa · Boquira · Brumado · Catu · Cotegipe · Entre Rios · Euclides da Cunha · Feira de Santana · Guanambi · Ilhéus-Itabuna · Irecê · Itaberaba · Itapetinga · Jacobina · Jequié · Jeremoabo · Juazeiro · Livramento do Brumado · Paulo Afonso · Porto Seguro · Ribeira do Pombal · Salvador · Santa Maria da Vitória · Santo Antônio de Jesus · Seabra · Senhor do Bonfim · Serrinha · Valença · Vitória da Conquista